# Macropiper excelsum
Kawakawa, Macropiper excelsum, es un pequeño árbol del cual la subespecie M. excelsum subsp. excelsum es endémica de Nueva Zelanda; la subespecie M. excelsum subsp. psittacorum se encuentra en la Isla Lord Howe, Isla Norfolk y las Islas Kermadec.

## Descripción
Se encuentra en toda la Isla Norte, tan al sur como Okarito en la Costa Oeste y la Península de Banks en la costa este de la isla de Isla del Sur. Las hojas con frecuencia tienen hoyos producidos por insectos. Las imágenes muestran la variedad majus la cual tiene hojas más grandes y brillosas que M. excelsum.  El nombre kawakawa en maorí se refiere al sabor amargo de las hojas, de kawa amargo.

## Usos

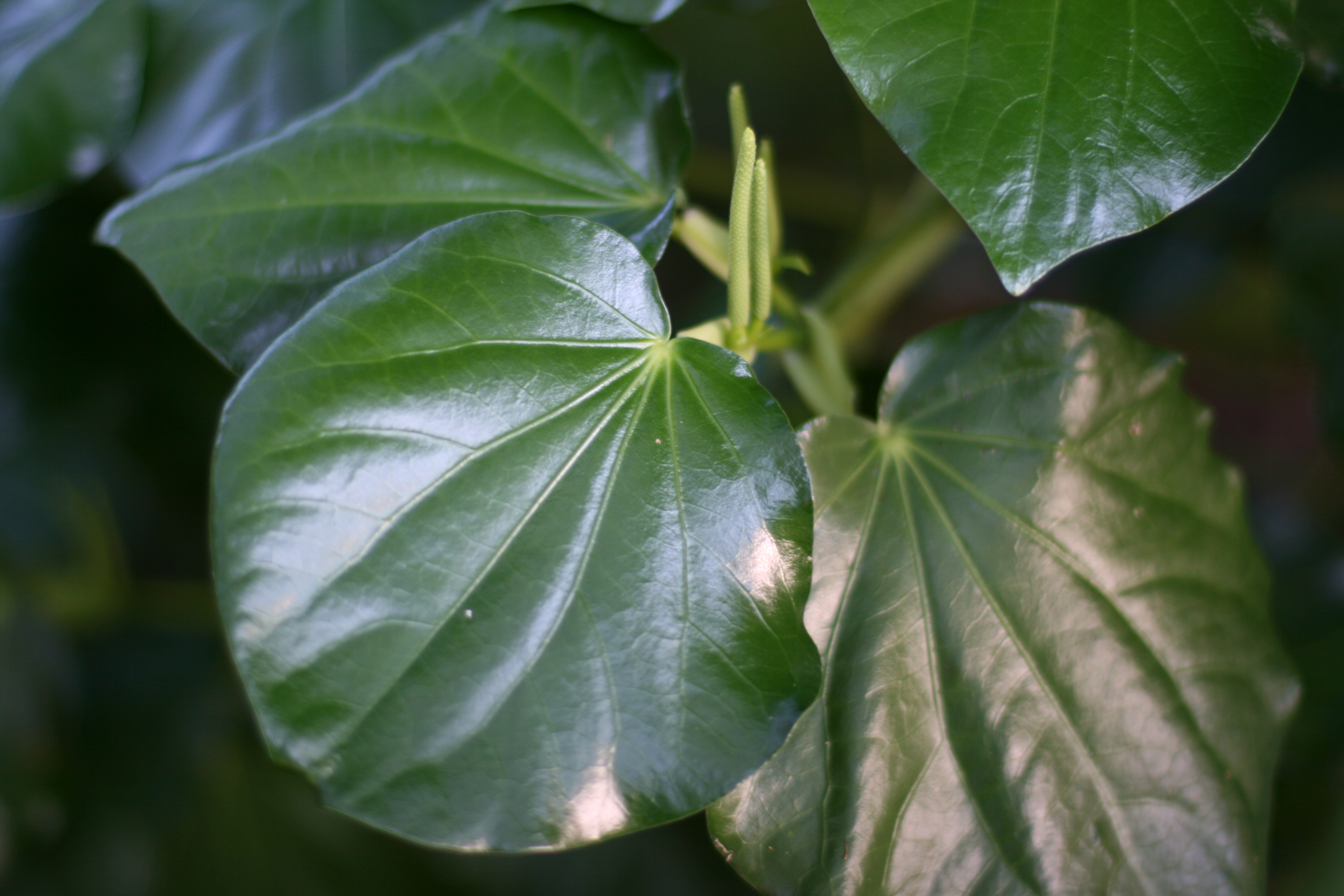
Hojas del kawakawa y espigas produciendo frutos

El kawakawa es una planta de medicina tradicional para los maoríes. Se hace una infusión de las hojas o raíces, se le usa para problemas de la vejiga , quemaduras, moretones, para aliviar dolores incluyendo los de muelas, o como tónico general. Las bayas amarillas y dulces (con más frecuencia se encuentran en verano en los árboles hembra) de la planta eran consumidos como diuréticos. 
Las hojas de la planta son usadas para elaborar Licor Titoki el cual es exportado a Japón, Australia, Fiji y el Reino Unido. Las semillas de la planta pueden ser usadas comercialmente como especia culinaria, ya que el árbol está relacionado con Piper nigrum (Pimienta negra).